# Archipel d'Estonie-occidentale
L'archipel d'Estonie-occidentale ou archipel de Moonsund, en estonien Lääne-Eesti saarestik et Moonsundi saarestikuks, est un archipel d'Estonie situé dans le golfe de Riga et pour une petite partie en mer Baltique. Il est composé de la totalité des îles situées dans l'ouest du pays autour de la Väinameri dont Saaremaa, Hiiumaa, Muhu et Vormsi.